# Tessuto adiposo

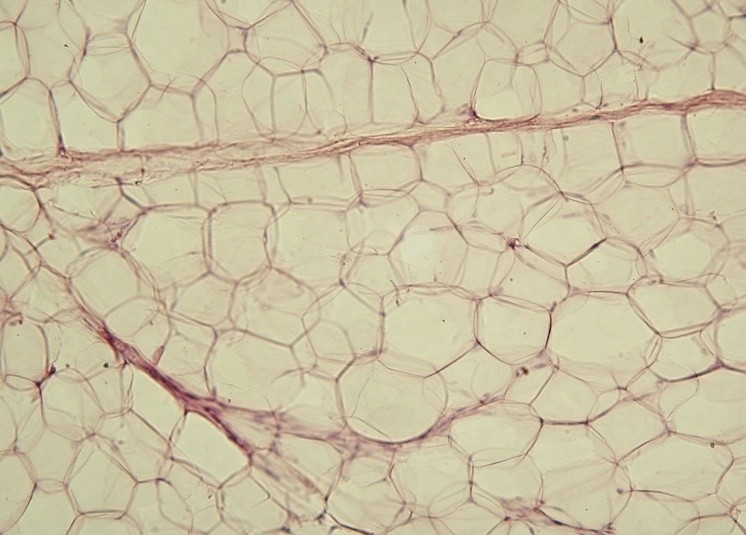
Adipociti uniloculari del tessuto adiposo bianco

Il tessuto adiposo, o adipe, è un tipo di tessuto connettivo formato da cellule, che prendono il nome di adipociti, la cui funzione è sintetizzare, accumulare e cedere lipidi.
È presente in due tipologie: tessuto adiposo bianco o giallo e tessuto adiposo bruno.

## Tessuto adiposo bianco o giallo
Costituito dalle cellule adipose uniloculari, è il sottotipo più diffuso nell'uomo.
Prende il nome dal colore giallo o biancastro che assume quando è osservato al microscopio ottico.

### Struttura
Le cellule che lo formano hanno dimensione di 50-100 micron e contengono nel citoplasma una grande quantità di trigliceridi e β-carotene, responsabile del colore giallastro del grasso. Queste cellule si riuniscono in gruppetti (globuli di grasso), separati dal tessuto connettivo lasso.
Costituisce gran parte dell'ipoderma e in misura minore del mesentere e del mediastino.
La membrana citoplasmatica dell'adipocita contiene l'enzima lipoproteina lipasi, mentre nel citoplasma si trova la lipasi ormone dipendente, il cui funzionamento è stimolato o inibito da ormoni.

### Funzioni
Le funzioni del tessuto adiposo bianco o giallo sono:
1. Funzione meccanica: occupa interstizi, riveste i nervi, i vasi e i muscoli, foderandoli. Riempie alcuni interstizi del midollo osseo Funge da "cuscinetto" protettivo in parti del corpo diverse in base all'età e al sesso;
2. Funzione termoisolante (o coibente): il grasso non conduce il calore, per cui non disperde quello generato dall'organismo;
3. Funzione di riserva: la membrana citoplasmatica dell'adipocita contiene la lipoproteina lipasi, un enzima che separa i lipidi dalle loro proteine vettrici (lipoproteine epatiche o chilomicroni enterici) e li scinde in glicerina e acidi grassi; questi ultimi attraversano la membrana ed entrano nel citoplasma, dove sono riconvertiti in lipidi. La conversione in lipidi può essere anche fatta partendo dal glucosio. Inoltre, gli adipociti possiedono anche la lipasi ormone-sensibile, che agisce scindendo i trigliceridi in glicerina e acidi grassi, su stimolo di diversi ormoni: ormone della crescita, testosterone, glucagone, adrenalina, tiroxina, triiodotironina (T3) e del neurotrasmettitore noradrenalina. Questo fa sì che i prodotti della lisi fuoriescano dalla cellula e arrivino nel torrente ematico, dove viaggeranno legati all'albumina per essere trasportati dove vi è necessità.

L'adipe non è un deposito inerte, ma ha un importante ruolo endocrino e metabolico, producendo mediatori chimici come le adipochine, che hanno effetti metabolici e fisiologici tra cui:
- Regolazione dell'appetito;
- Regolazione del metabolismo;
- Fertilità;
- Regolazione di formazione e differenziazione di cellule ematiche;
- Processi di coagulazione;
- Meccanismi di difesa immunitaria aspecifici e specifici, cellulari e umorali.
- In estremi stati di sottopeso (IMC<18 kg/m²) o di sovrappeso (IMC>42 kg/m²) può indurre stati infiammatori cronici.

Il cortisolo e gli androgeni fanno accumulare l'adipe prevalentemente nell'addome e in generale nella parte alta del corpo (biotipo androide), mentre gli estrogeni tendono a distribuirlo soprattutto nella zona glutei, cosce e arti inferiori (biotipo ginoide).
L'adipe rappresenta il 10-15% in peso in un adulto sano, se è in misura minore si parla di sottopeso, se in misura maggiore di sovrappeso o obesità.
In caso di dimagrimento, gli adipociti non muoiono, ma calano di volume, svuotandosi dei loro depositi. D'altro canto, recenti ricerche hanno suggerito come una dieta ricca di grassi idrogenati possa favorire la trasformazione degli adipociti in "adipoblasti" che, riproducendosi, provocherebbero l'ispessimento dello strato adiposo.

## Tessuto adiposo bruno

Dislocazione del tessuto adiposo bruno, visualizzato tramite PET, in una giovane donna

Il tessuto adiposo bruno è costituito dalle cellule adipose multiloculari.
Diversamente dai normali adipociti, essi non hanno un'unica goccia lipidica, ma tante piccole gocce, che rendono i lipidi contenuti più disponibili per il metabolismo cellulare.
È più raro nell'adulto e appare brunastro al microscopio ottico, sia per la presenza massiccia di mitocondri, sia per l'elevata vascolarizzazione.
Abbonda nei neonati di molte specie (nell'uomo a livello della nuca, del collo e delle scapole). Negli adulti, invece, abbonda solo nelle specie che vanno in letargo, mentre in altre (come l'uomo), esso è quasi assente. L'esistenza di due diverse tipologie di lipoma, cioè di neoplasie del tessuto adiposo, mostra però la permanenza di entrambe le tipologie di adipe anche nell'essere umano adulto.
Il tessuto adiposo bruno ha la funzione di produrre calore, in quanto i mitocondri delle sue cellule producono una proteina canale disaccoppiante (la termogenina o UCP1), la quale dissipa come calore il gradiente elettrochimico degli ioni idrogeno tra la membrana interna e lo spazio intermembrana all'interno dei mitocondri. Questa peculiarità fa sì che l'energia prodotta dalla scissione dei trigliceridi e dalla seguente beta-ossidazione degli acidi grassi non sia usata solo per produrre ATP: gli ioni idrogeno vengono infatti incanalati nella ATP sintetasi, a cui vengono sottratti dalla presenza di questo gradiente.